# Мойсей Видубицький
Мойсей Видубицький (нар.невідомо — пом. невідомо) — ігумен Видубицького Свято-Михайлівського монастиря, упорядник і редактор Київського літопису.
Його перу належить також твір, яким літопис закінчується, — це промова з приводу завершення будівництва стіни, що укріпила дніпровську кручу в східній частині Видубицького Свято-Михайлівського монастиря. Виголошена 24 вересня 1198 промова, імовірно, не призначалася для літопису і була вміщена пізніше, коли Мойсей Видубицький закінчував працю з його оформлення. Традиція атрибуції промови і близьких до неї статей Київського літопису ігумену Моїсею іде від Костянтина Бестужева-Рюміна. Михайло Грушевський вважав, що відповідну роботу здійснив не ігумен, а молодий чернець Видубицького монастиря, але його погляд не був підтриманий іншими науковцями.
Промові Мойсея Видубицького як твору пізньої київської риторики присвячено великий обсяг наукової літератури. Дослідники зазначають, що промова гідно продовжує традицію київського урочистого красномовства, а її автор виступає не лише як ритор, а і як начитаний книжник, який прекрасно знав Святе Письмо (див. Біблія) і вмів користуватися його текстами й образами. Сучасний дослідник промови Мойсея Видубицького Юрій Бєгунов припускає, що її автор знав грецьку мову і міг звертатися до оригінальних джерел. Крім промови, Мойсею Видубицькому належать і деякі інші фрагменти Київського літопису, здебільшого присвячені синам великого князя київського Ростислава Мстиславича. Вони розпізнаються завдяки повторенню одних і тих самих зворотів: «приложися ко отцам и дедам своим, отдав общий долг, его же несть убежати всякому роженому», «злата и сребра не собирал, но давал дружине». Борис Рибаков обґрунтував гіпотезу про те, що Мойсей Видубицький є автором усіх літописних записів Київського літопису за 1197 і 1198 роки.